# Israelische Luftstreitkräfte
Die israelischen Luftstreitkräfte (offiziell hebräisch זְרוֹעַ הָאֲוִיר וְהֶחָלָל Zrōʿa ha-Awīr wə-he-Chalal, deutsch ‚Arm [sinngemäß: Truppengattung] der Luft und des Raums‘, englisch Israel(i) Air Force, abgekürzt IAF, umgangssprachlich חֵיל הָאֲוִיר Chejl ha-Awīr, deutsch ‚Korps der Luft‘) sind die Luftwaffe der israelischen Streitkräfte. Seit der Gründung der IAF während des Unabhängigkeitskrieges von 1948 spielten sie eine tragende Rolle in den meisten Kampfhandlungen, an denen Israel beteiligt war.

## Auftrag
Zum Auftrag der israelischen Luftstreitkräfte gehören die Sicherung der territorialen Integrität Israels, Luftverteidigung und Bereitstellung der Luftkomponente der israelischen Streitkräfte in den Haupteinsatzgebieten Mittelmeer im Westen und im Golf von Akaba, im Luftraum über dem Roten Meer und über dem Golf von Suez im Süden.

## Einrichtungen
Von Nord nach Süd (siehe auch die Karte rechts):
- Flughafen Haifa (nur Technikerausbildung)

- Militärflugplatz Ramat David (F-16C/D, Eurocopter Panther, geheime Drohnen)

- Militärflugfeld Ein Schemer (Arrow-2-Abfangraketen, Super-Green-Pine-Radar, IAI Heron Drohnen-Kontrollstation, Drohnentests)

- Luftwaffenbasis Palmachim (UH-60 Black Hawk Transport- und Rettungshubschrauber, Drohnen, Raketenstarts, Arrow-2-Abfangraketen)

- Militärflugplatz Tel Nof (F-15A/B/C/D, CH-53D/CH-53K Transporthubschrauber, Drohnen, Flugtestzentrum, Fallschirmjäger, Rettungseinheit)

- Militärflugplatz Chazor (Beechcraft Patrouillenflugzeuge, Drohnen, Flugsimulatoren-Netzwerk, Raketenabwehrsysteme David’s Sling und Iron Dome)

- Luftwaffenbasis Sdot Micha (Jericho-2- und Jericho-3-Raketen, Arrow-2- und Arrow-3-Abfangraketen, Nuklearwaffenbunker, diverse Munitionsbunker)

- Militärflugplatz Chazerim (F-15I, F16I, M-346 Strahltrainer, T-6 Texan II, Grob G 120A-I, Agusta A119, Beechcraft King Air, IAF-Flugakademie, IAF-Kunstflugteam, IAF-Museum)

- Militärflugplatz Nevatim (F-35I, Boeing 707 Tanker, C-130H/J Transportflugzeuge, Gulfstream Jets zur elektronischen Überwachung und Aufklärung)

- Militärflugplatz Ramon (F-16I, AH-64A/D Apache Kampfhubschrauber, geheime Stealth-Drohnen)

- Militärflugplatz Ovda (Bodenpersonal-Schule, Offiziersschule)

## Organisation

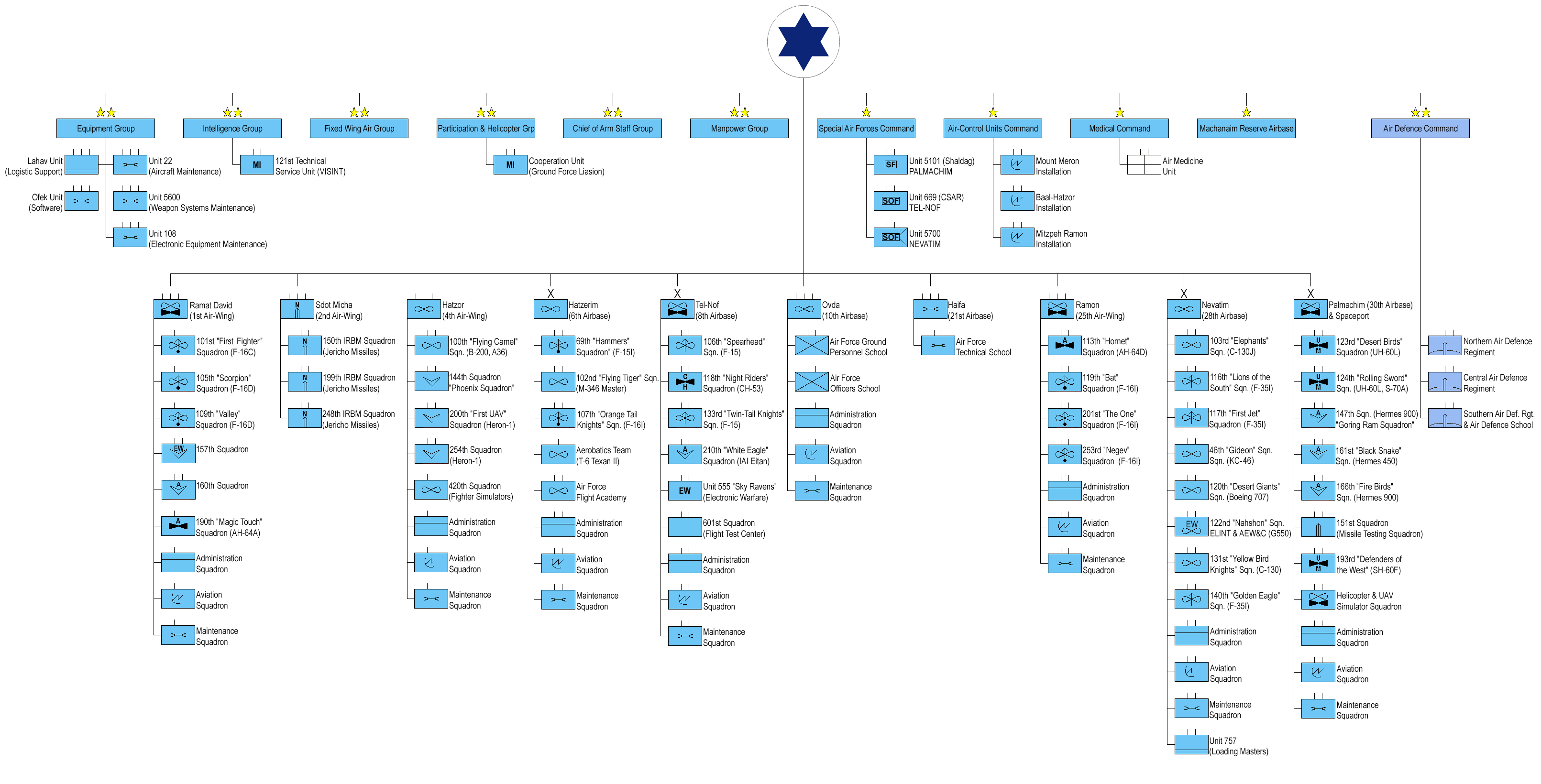
Organisation der IAF

## Ausrüstung

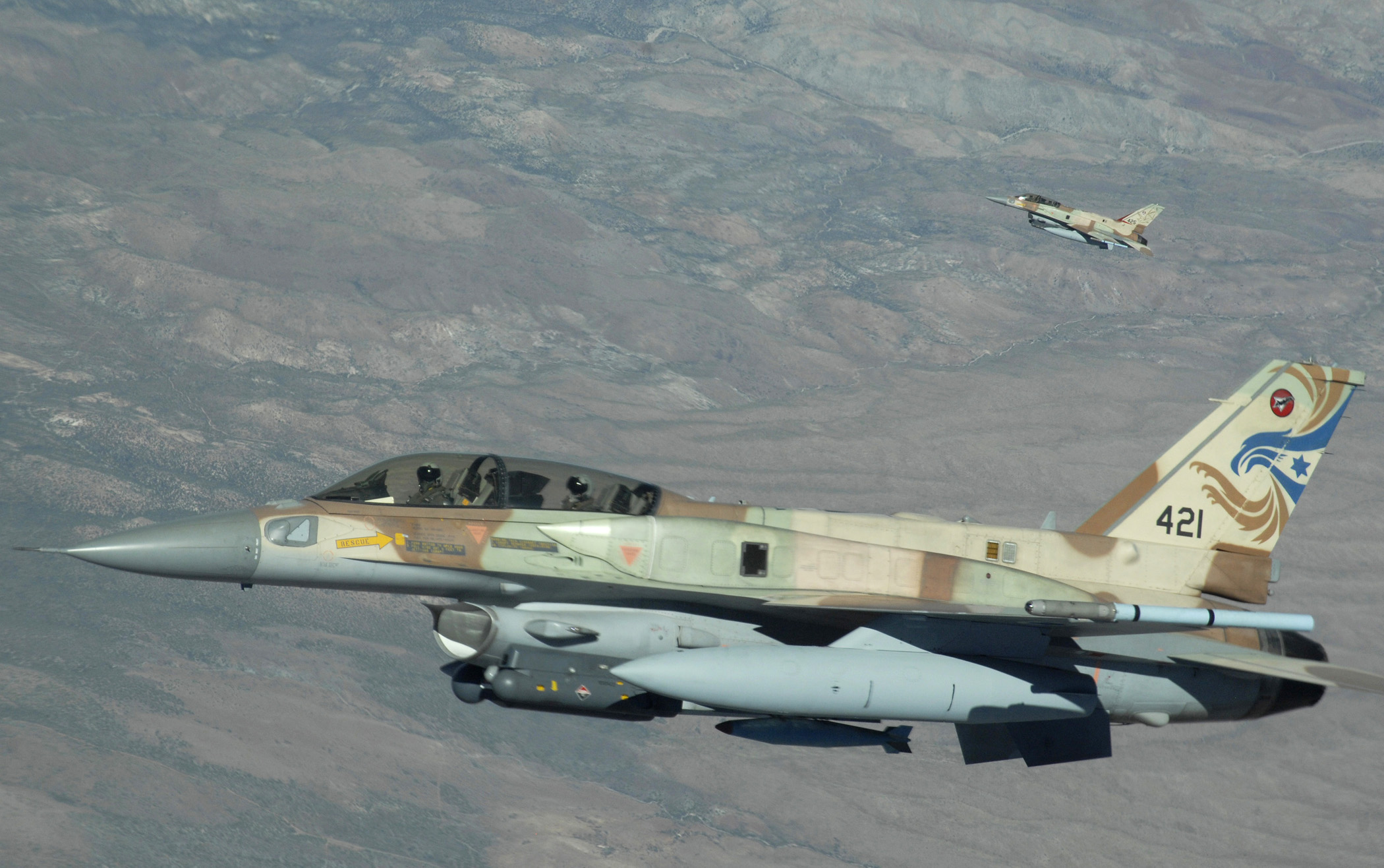
F-16I „Sufa“

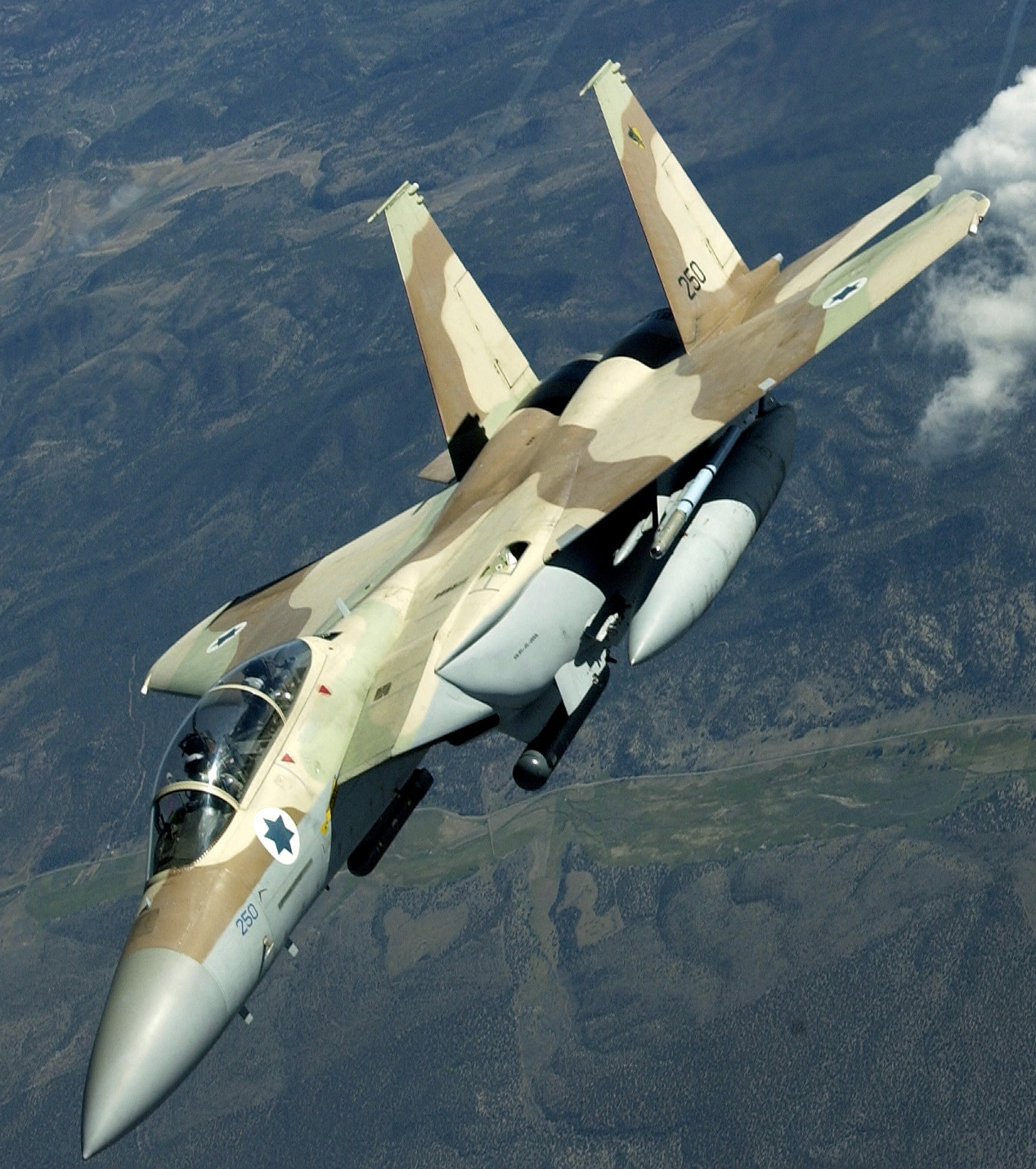
F-15I „Ra'am“

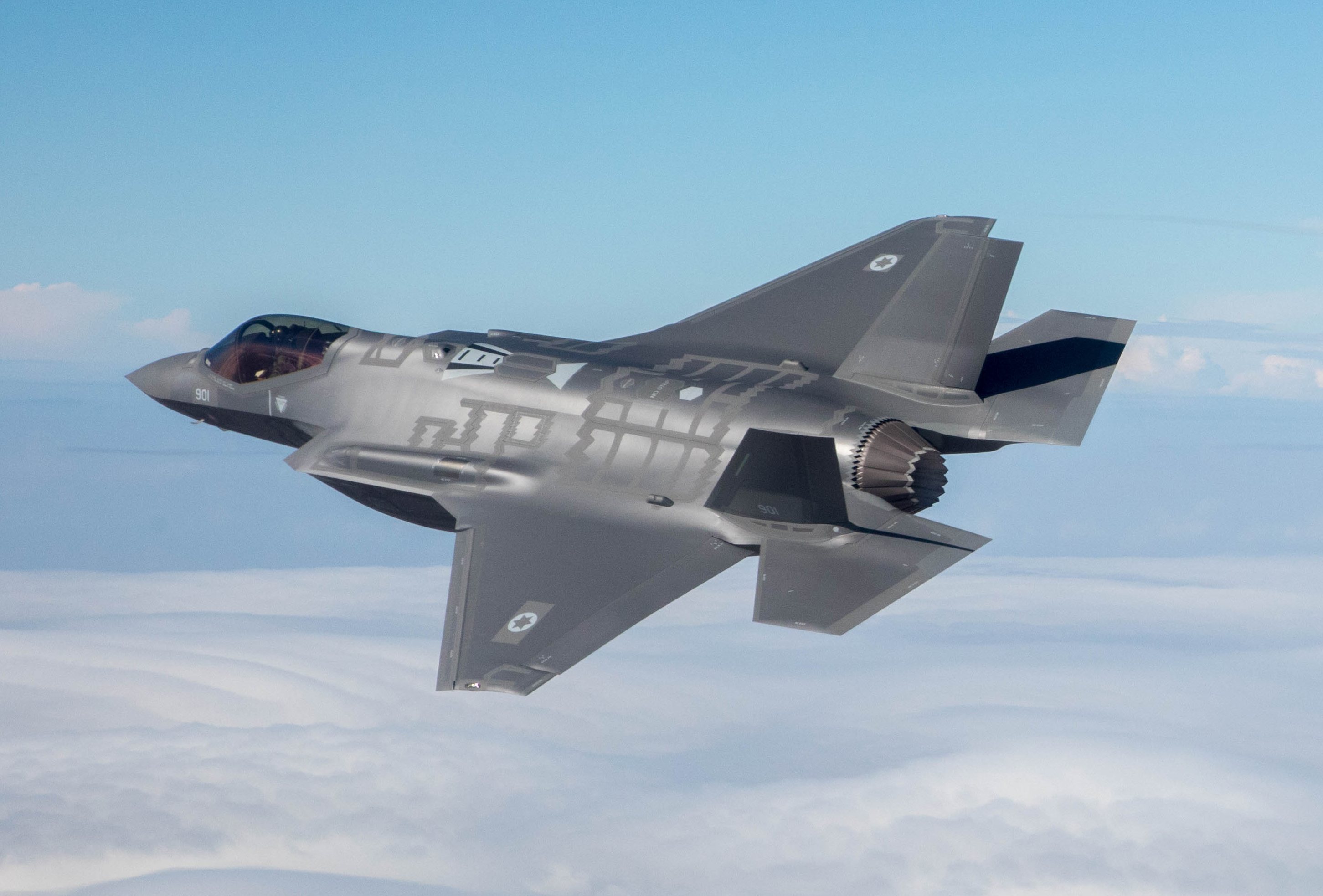
F-35I „Adir“

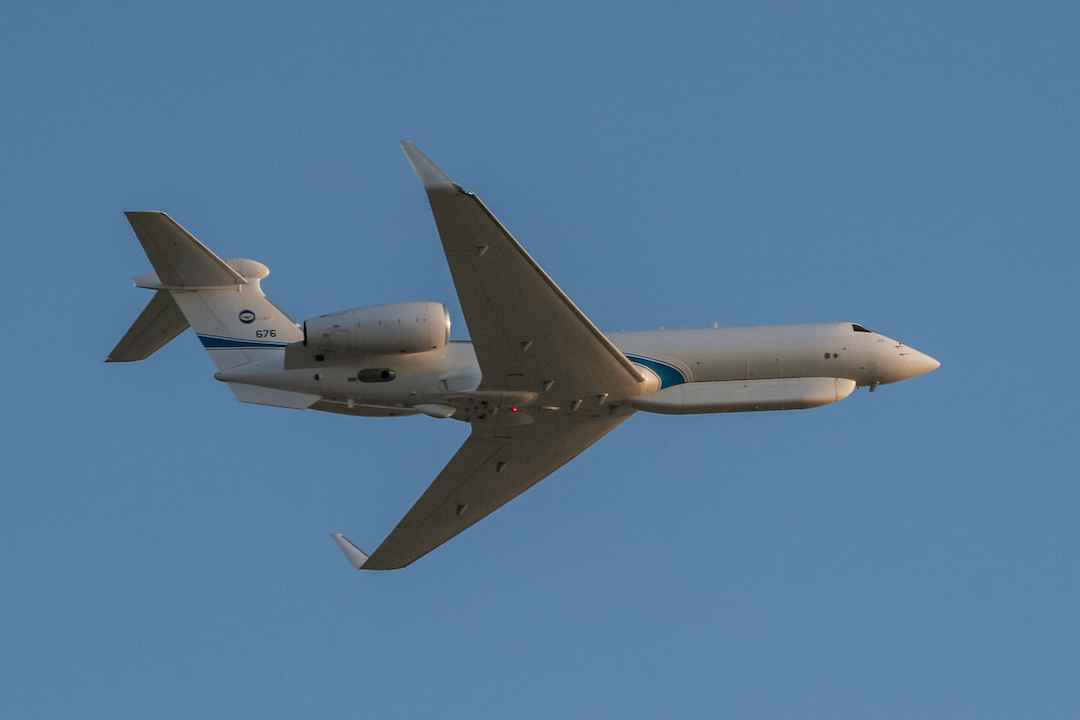
Gulfstream V „Nachshon-Shavit“

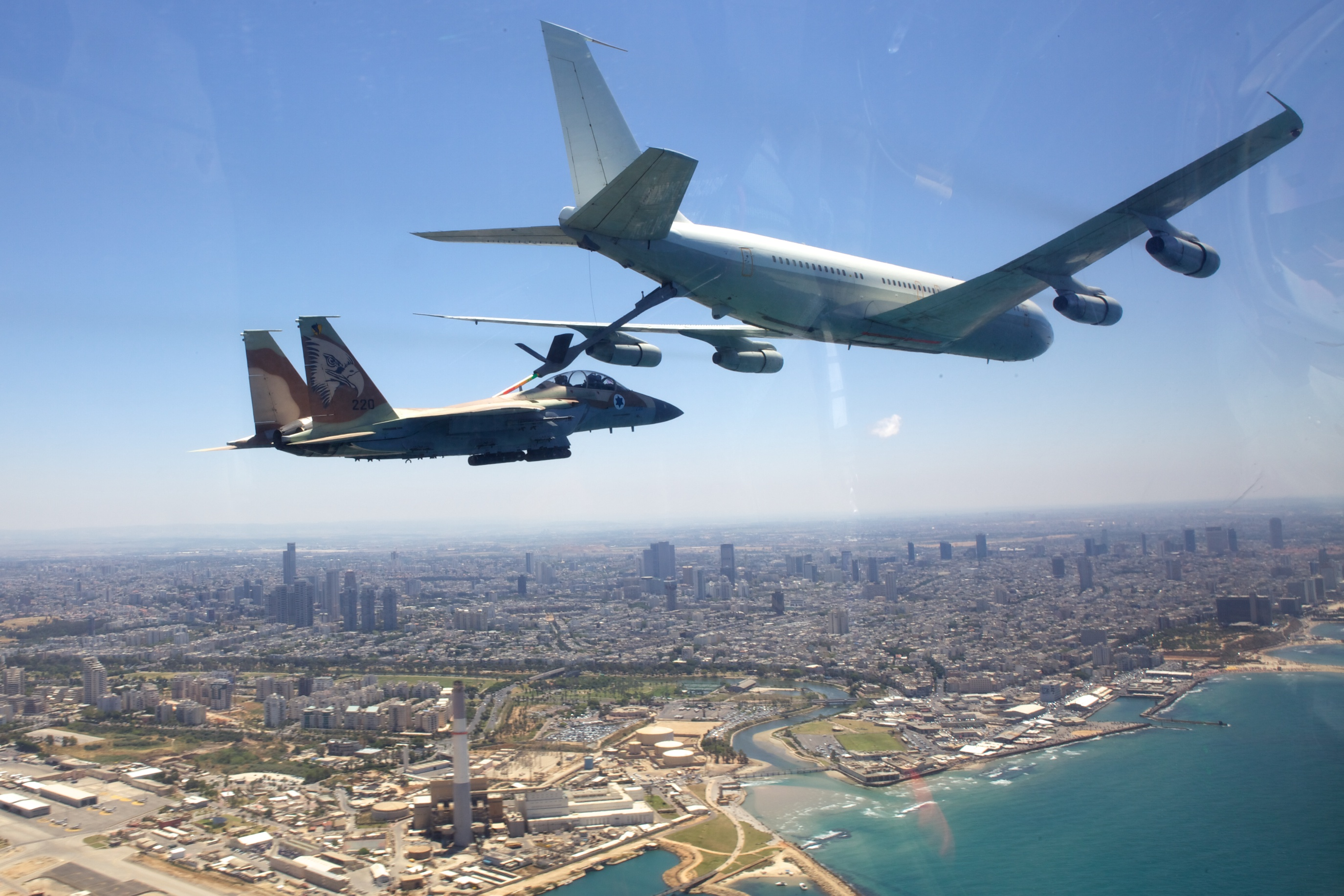
IAF Boeing 707 „Re’em“ (Tanker) und F15I „Ra’am“ am 63. Unabhängigkeitstag Israels

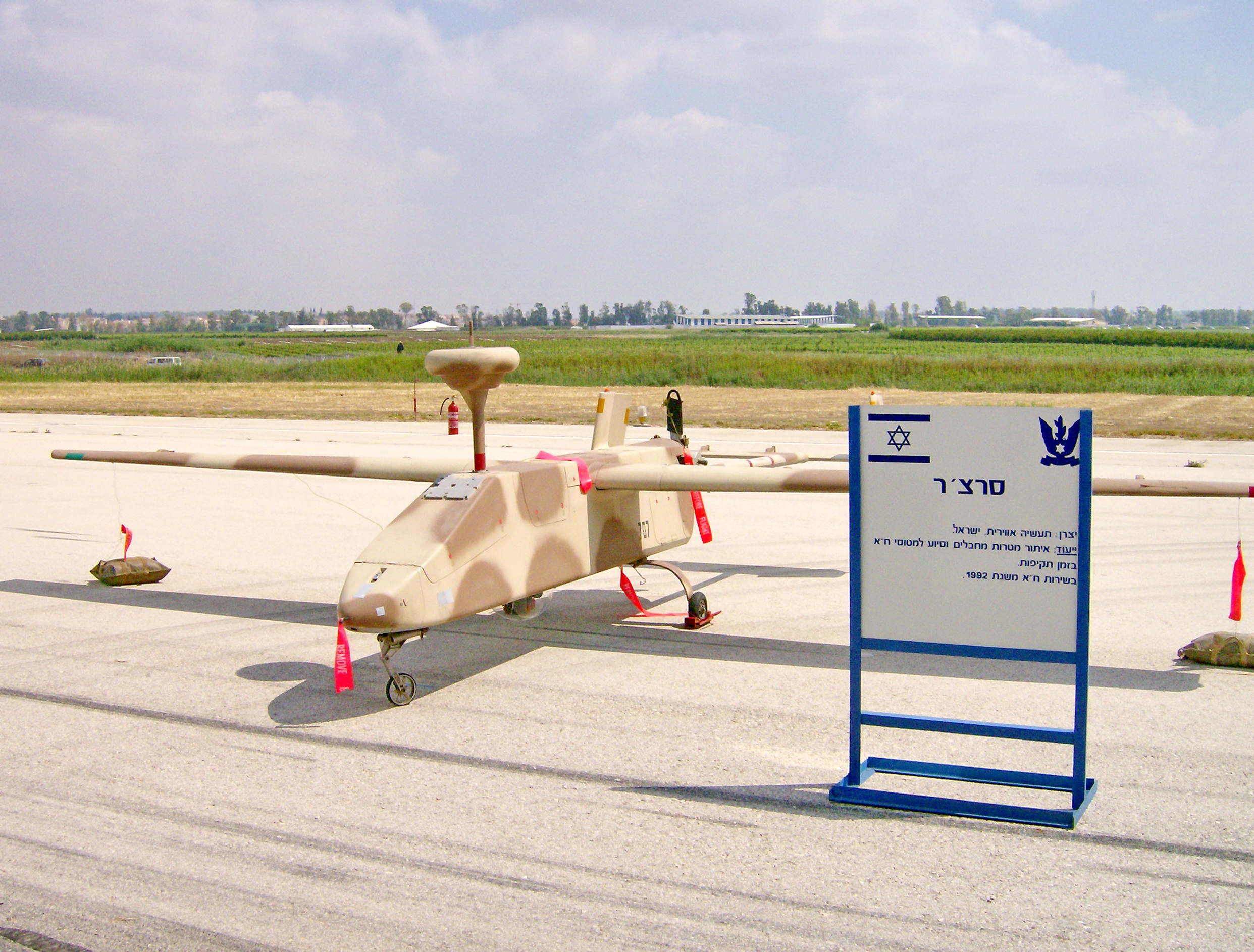
IAI Searcher, Drohne aus israelischer Produktion

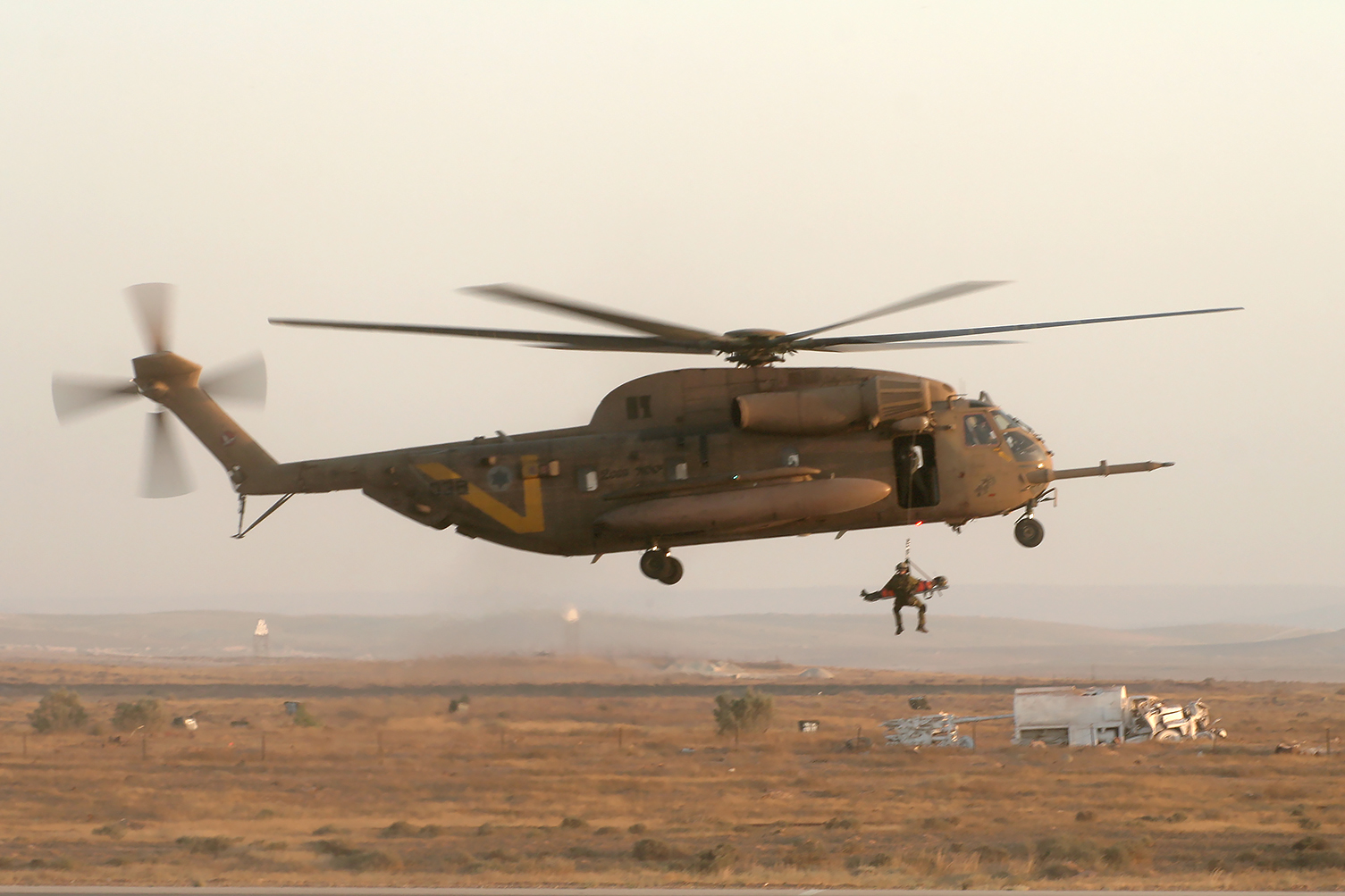
Sikorsky S-65C „Yasʾur“

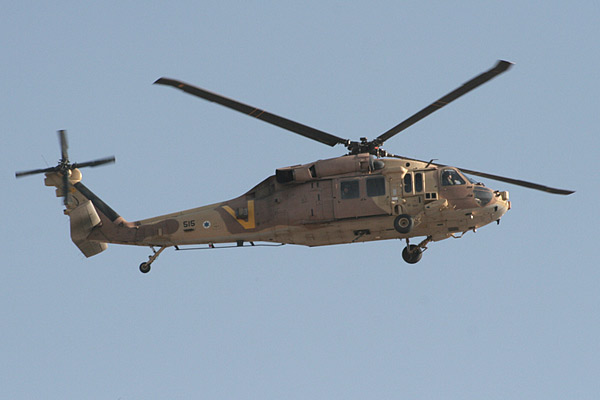
UH-60 „Yanshuf“

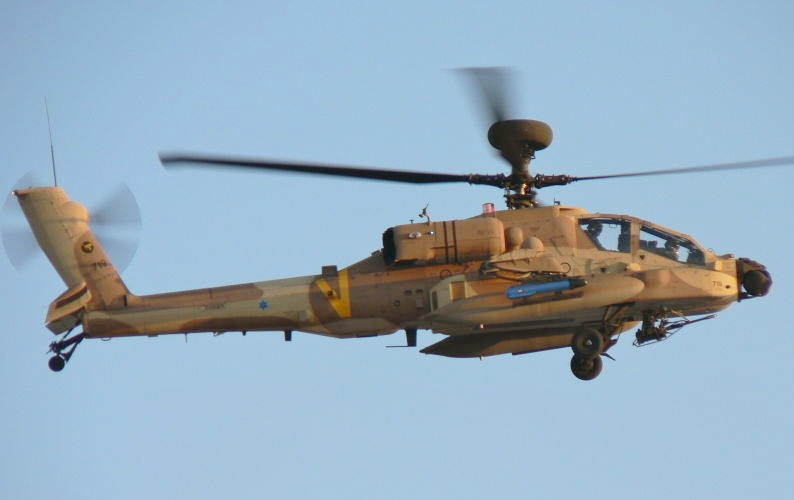
AH-64D „Saraf“

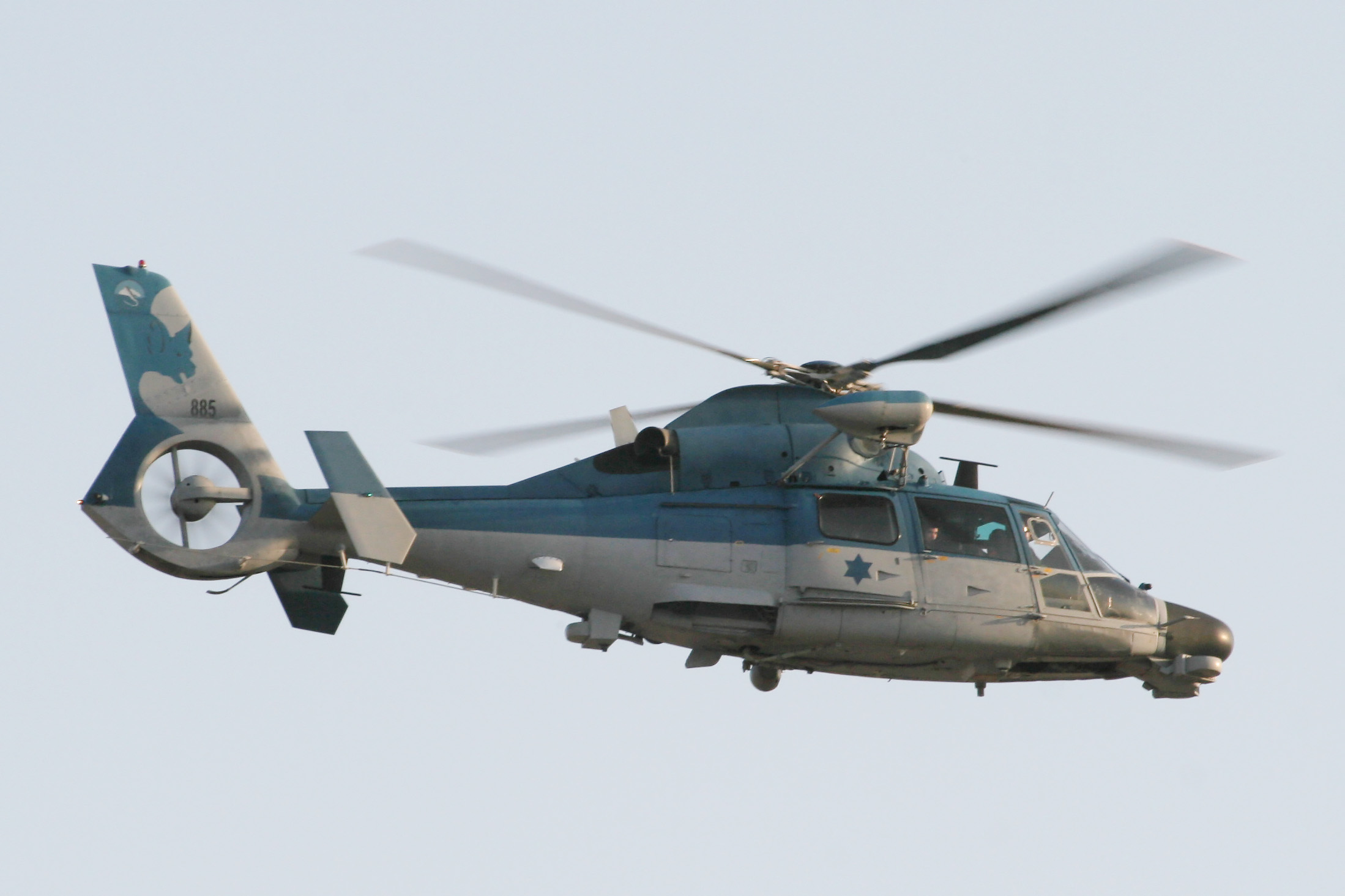
Eurocopter AS 565MA „Atalef“

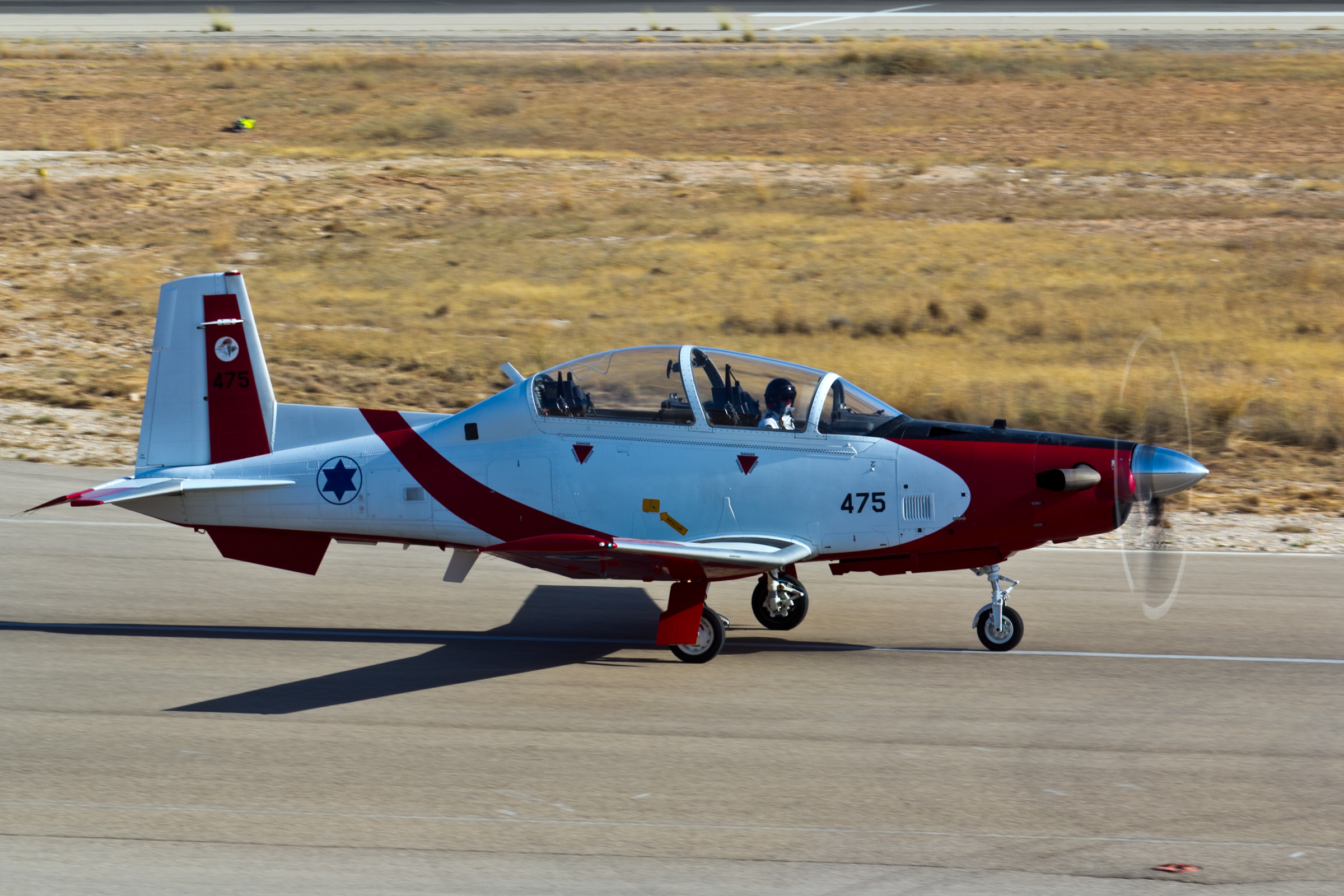
T-6 Texan II „Efroni“

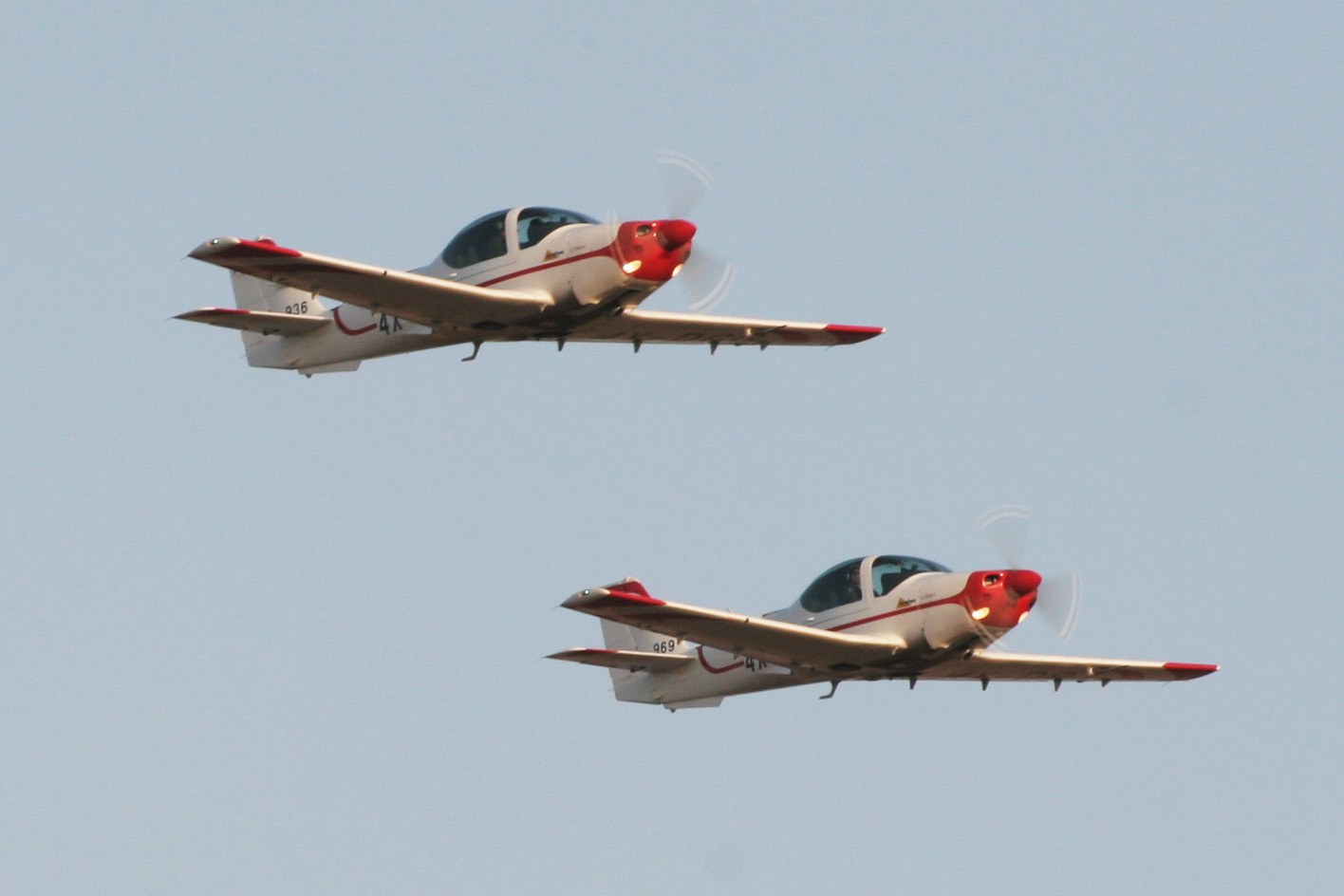
Deutsche Grob G-120A „Snunit“

### Aktives Fluggerät
Die Ausrüstung der IAF gehört zu den modernsten weltweit, am 15. August 2010 gab der israelische Verteidigungsminister Ehud Barak sein Einverständnis zum Kauf der ersten 20 F-35I-Maschinen. Deren Auslieferung lief im Dezember 2016 an und mindestens 75 dieser Jets werden gekauft, was drei Staffeln entspricht.
Die Flugzeuge kommen mittlerweile hauptsächlich aus US-amerikanischer Fabrikation und werden meist von der IAF optimiert. Durch die in Israel vorgenommenen Modifikationen konnten teilweise tatsächlich Leistungssteigerungen erzielt werden, so hat beispielsweise die F-16I eine größere Reichweite und eine höhere Rüstmasse als die amerikanische Version.
Kampfflugzeuge
- 047 × Lockheed-Martin F-16D „Brakeet“
- 097 × Lockheed-Martin F-16I (Block 50/52) „Sufa“, hebr. für „Sturm“
- 036 × McDonnell Douglas F-15C/D Eagle „Baz“, hebr. für „Falke“
- 025 × McDonnell Douglas F-15I „Ra’am“, hebr. für „Donner“ (weitere 25 F-15EX bestellt)[4]
- 030 × Alenia Aermacchi M-346AJT “Lavi”, Auslieferung ab 2014 bis 2016[5]
- 045[6] × Lockheed Martin F-35I „Adir“, hebr. für „Der Mächtige“ (insgesamt 75 bestellt)[3]

Transportmaschinen
- 11 × Lockheed C-130E/H Hercules „Karnaf“
- 04 × Lockheed KC-130H Hercules „Karnaf“ (Tanker für Hubschrauber)
- 06 × Lockheed C-130J Super Hercules „Samson“ (sowie zwei weitere bestellt)[7]
- 22 × Raytheon-Beech King Air 200 „Tsofit“
- 07 × KC-707 „Re’em“ (Tanker)[8]
- 00 × Boeing KC-46A (zwei Tankflugzeuge bestellt)[9]

Elektronikflugzeuge
- 2 × Gulfstream G550 „Aitam“ (dient als „Conformal Airborne Early Warning“-Flugzeug)
- 3 × Gulfstream V „Shavit“ (dient als SIGINT-Flugzeug)
- 6 × Raytheon-Beech RC-12D/K Railguard „Kookiya“

Drohnen
- IAI Heron 1 „Shoval“
- IAI Heron TP „Eitan“
- Elbit Hermes 450 „Zik“
- Elbit Hermes 900 „Kochav“

Ausbildungsflugzeuge
- 30 × Alenia Aermacchi M-346 „Lavi“[10]
- 20 × Beechcraft T-6A Texan II „Efroni“
- 17 × Grob G-120AI „Snunit“
- mehrere Beechcraft King Air „Tsofit“ und Bell 206 „Sayfan“

Spionageflugzeug
- Oron (hebr. für Uranus), eine Gulfstream ausgestattet mit Sensoren und Radarsystemen[11]

Kampfhubschrauber
- 17 × Boeing AH-64A „Peten“ (einige wurden zu „Sharaf“ umgerüstet)
- 21 × Boeing AH-64D/I „Sharaf“

Mehrzweckhubschrauber
- 10 × Sikorsky UH-60A „Yanshuf I“ (gebrauchte UH-60A der U.S. Army)
- 15 × Sikorsky S-70A-50 „Yanshuf II“
- 24 × Sikorsky S-70A-55 „Yanshuf III“ (fabrikneue UH-60L)
- 18 × Sikorsky CH-53A „Yasʾur 2000“
- 05 × Eurocopter AS 565MA „Atalef“
- 08 × Sikorsky SH-60 Seahawk, 2015 von der US Navy gekauft, im Umbau, ersetzen ab 2024 die AS 565[12]
- 34 × Bell 206 Jet Ranger / Bell 206 Long Ranger „Saifan“ oder „Saifanit“
- 00 × Sikorsky CH-53K King Stallion (zwölf Hubschrauber bestellt)[9]

Raumfahrzeuge
Der IAF untersteht auch eine kleine Zahl israelischer Raumfahrzeuge:
- 3 × AMOS – Kommunikationssatellit
- EROS (B) – Bodenschatzsuchsatellit
- Ofeq (5, 7, 9, 10, 16) – Aufklärungssatellit
- TechSAR 1, 2, 3 – Radaraufklärungssatelliten
- Shavit – Trägerrakete

Nukleare Boden-Boden-Raketen
Die IAF betreibt folgende Raketen, die mit Nuklearsprengköpfen bestückbar sind, was aber von Israel nicht kommentiert wird:
- Jericho 2 (Reichweite 1.500 km)
- Jericho 3 (Reichweite 3.500 bis 11.500 km)

### Flug- und Raketenabwehr
In der Flug- und Raketenabwehr hat die IAF, nachdem sich die amerikanischen Patriot-Luftabwehrsysteme bei den irakischen R-17-Angriffen auf Tel Aviv im Jahre 1991 als weitgehend wertlos erwiesen hatten, in Zusammenarbeit mit US-Firmen neue und leistungsfähigere Systeme entwickelt.
Das Ergebnis sind die Raketenabwehrsysteme David’s Sling und Arrow, während das System Iron Dome von Israel allein entwickelt wurde.

### Luftgestützte Waffensysteme
Folgende luftgestützte Waffensysteme werden von der Luftwaffe eingesetzt:
- Luft-Luft-Raketen:
  - Raytheon AIM-9 Sidewinder
  - Raytheon AIM-120C AMRAAM
  - Rafael „Python 4/5“

- Luft-Boden-Raketen:
  - Rafael Popeye / Popeye Lite / Popeye Turbo
  - IMI Delilah
  - AGM-114 Hellfire
  - AGM-62B Walleye
  - AGM-65 Maverick
  - Spike NLOS

- Freifallbomben:
  - IAI „Griffin“ (Lenksatz für Mk.83/84 LDGP)
  - GBU-31 JAM
  - GBU-39 SDB
  - GBU-10/12/16 „Paveway II“ LGB
  - Elbit Opher
  - Elbit Lizard

## Geschichte

### Entstehung
Die Israelischen Luftstreitkräfte haben ihren Ursprung im Jahre 1945. Als der Sieg der alliierten Truppen über Hitlerdeutschland kurz bevorstand, wurde neun Mitgliedern der Palmach, des paramilitärischen Ablegers der Hagana eine Flugausbildung in der Flugschule „Awiron“ zuteil. Am 10. November 1947 wurde entschieden, reguläre Luftstreitkräfte aufzubauen, die „Scherut Awir“ (Air Service). Dazu wurden alle jüdischen Piloten aufgefordert, sich einzuschreiben. Unter den Piloten waren auch viele erfahrene Veteranen aus dem Zweiten Weltkrieg. Die „Scherut Awir“ wurde am 27. Dezember 1947 offiziell gegründet. Das Gros der wenigen verfügbaren Flugzeuge – hauptsächlich Restbestände aus den sowjetischen, amerikanischen und britischen Luftstreitkräften – wurden nach Sde Dow (nahe Tel Aviv) gebracht. Dazu mussten viele Landebahnen und Rollfelder in kürzester Zeit provisorisch angelegt werden. Zwischen Dezember 1947 und Mai 1948 wurden vor allem aus den USA und Europa neue Flugzeuge beschafft – die ersten waren ausgerechnet ein Derivat der Messerschmitt Bf 109, die tschechische Avia S-199, von der 25 Exemplare geliefert wurden (Siehe Operation Balak). Sowohl jüdische als auch nichtjüdische Piloten aus aller Welt meldeten sich freiwillig, um bei den neuen Luftstreitkräften zu dienen. Anfang Mai 1948 wurden die ersten Piloten auf dem Flugplatz Planá in der Tschechoslowakei an der Avia S-199 ausgebildet. Nach der offiziellen Staatsgründung Israels wurde die „Scherut Awir“ umbenannt in die bis heute gültige Bezeichnung „Cheil Awir“.

### Kriegseinsätze

#### 1948: Unabhängigkeitskrieg

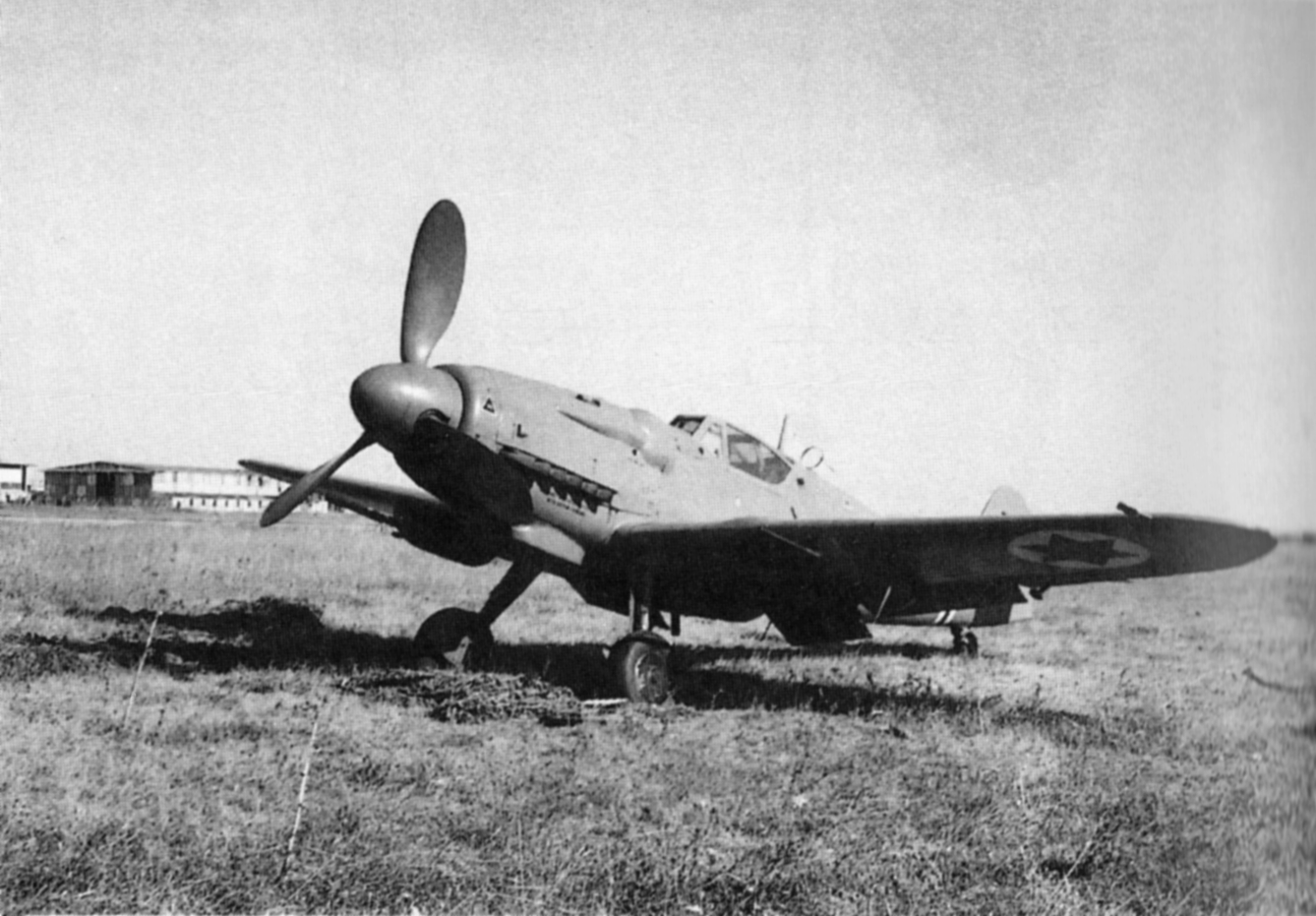
Israelische Avia S-199, Juni 1948

Im UN-Beschluss vom 29. November 1947 war eine Teilung des britischen Mandatsgebiets Palästina in einen israelischen und einen arabischen Teilstaat vorgesehen. Die arabischen Staaten Ägypten, Syrien, Libanon, Transjordanien, Saudi-Arabien und Irak lehnten dies ab. Auslöser für den Palästinakrieg war die israelische Unabhängigkeitserklärung vom 14. Mai 1948, worauf die fünf arabischen Staaten einige Stunden später den soeben gegründeten Staat Israel angriffen.
Zu Beginn sahen sich die Israelis chancenlos gegen die arabischen Truppen; Tel Aviv wurde ohne Unterbrechung bombardiert. Die zahlenmäßig sehr kleine israelische Luftwaffe war damals mit modifizierten Messerschmitt Bf 109 ausgerüstet, die nach dem Krieg aus übriggebliebenen Einzelteilen in der Tschechoslowakei unter dem Namen Avia S-199 zusammengebaut und mangels verfügbarer Originalmotoren mit Bombermotoren ausgestattet waren. Trotz der erheblichen daraus resultierenden Unzulänglichkeiten konnten die Piloten der IAF, unter ihnen der spätere Staatspräsident Ezer Weizman, bald Erfolge gegen die arabischen Luftstreitkräfte erringen. Kurz darauf wurde die IAF auch zur Unterstützung der Bodentruppen herangezogen und trug so maßgeblich dazu bei, den Verlauf des Krieges zu wenden.

#### 1956: Der Suezkrieg
Die Suezkrise nahm ihren Anfang in der Verstaatlichung des Suezkanals durch Präsident Gamal Abdel Nasser. Nachdem Großbritannien, Frankreich und Israel in mehreren Geheimgesprächen eine Koalition gebildet hatten, um gemeinsam dagegen vorzugehen, griff Israel am 29. Oktober 1956 Ägypten an. Die IAF hatte in der Frühphase die Aufgabe, die Kommunikation der ägyptischen Kommandoebenen zu zerstören. Im Lauf dieser Operation gelang es den israelischen Luftstreitkräften, fast die gesamte feindliche Kommunikation im Sinai zu unterbinden.
Zur gleichen Zeit brachten 16 DC-3-Transporter 295 Fallschirmjäger an den Mitla-Pass im Sinai, die bis heute größte Fallschirmjäger-Operation in der israelischen Geschichte.
Im Laufe der Luftgefechte gelang es der IAF, sieben ägyptische Flugzeuge abzuschießen, ohne eigene Verluste zu erleiden. Die IAF trug wesentlich dazu bei, die ägyptischen Nachschublinien auch außerhalb des Sinai zu unterbrechen. Bei diesen Angriffen wurden auch B-17-Bomber aus dem Zweiten Weltkrieg eingesetzt.
Allerdings wurden insgesamt 15 israelische Rettungsflieger abgeschossen, die zur Abholung der Fallschirmtruppen eingesetzt wurden.

#### 1967: Der Sechstagekrieg
Als Reaktion auf die Sperrung der Straße von Tiran für die israelische Schifffahrt, den von Nasser erzwungenen Abzug der UNEF-Truppen aus dem Sinai und den ägyptischen Aufmarsch von 1000 Panzern und fast 100.000 Soldaten an den Grenzen Israels führte Israel am 5. Juni 1967 einen Präventivschlag gegen die arabischen Staaten durch (Sechstagekrieg). Die IAF griff dabei Stützpunkte der völlig unvorbereiteten ägyptischen Luftstreitkräfte an und erreichte innerhalb von drei Stunden deren komplette Zerstörung. Kurz darauf wurden die Luftstreitkräfte Syriens, Jordaniens und Iraks angegriffen und ebenfalls nahezu vollständig vernichtet.
Nachdem die IAF so die Lufthoheit erkämpft hatte, begann sie mit der Unterstützung der Bodentruppen aus der Luft. Insgesamt konnten 391 Jets am Boden zerstört, 26 Stützpunkte der Luftstreitkräfte einsatzunfähig bombardiert, und in Luftgefechten 60 feindliche Kampfjets abgeschossen werden. Auch kamen Fallschirmspringer bei der Eroberung der Golanhöhen zum Einsatz.
Die Operation Moked ist bis heute Gegenstand bei taktischen Ausbildungskursen der meisten modernen Luftstreitkräfte.

#### 1968–1970: Der Abnutzungskrieg
Der so genannte Abnutzungskrieg wurde von Ägypten begonnen, um den Sinai, den Israel im Sechstagekrieg erobert hatte, zurückzuerobern. Der Krieg endete 1970 mit einem Waffenstillstand; keine der beiden Parteien konnte Gebietsgewinne verzeichnen.
Die neuen A-4 „Skyhawk“- und McDonnell F-4-Kampfflugzeuge erwiesen sich als äußerst schlagkräftig, da sie in der Lage waren, mehr Waffen ins Ziel zu bringen.
Die IAF flog über tausend Einsätze entlang des Suezkanals und drang tief in ägyptisches Gebiet ein. Im Juni 1969 kam es zum ersten Mal seit dem Sechstagekrieg wieder zu Luftkämpfen zwischen israelischen Jets und neuen ägyptischen MiGs (hauptsächlich MiG-21), die gerade aus der Sowjetunion geliefert worden waren. Im Laufe dieser Luftgefechte konnten alle neun MiG-21 abgeschossen werden.
Anfang September 1969 begann die IAF, SA-2-Guideline-Flugabwehrbatterien zu bombardieren, bis alle ägyptischen Luftabwehrstellungen zerstört waren. Dabei kam eine neue Taktik zum Einsatz, bei der israelische Jagdbomber im Sturzflug oberhalb des Zielverfolgungsradarkegels der arabischen SAM-Stellungen angriffen und ihnen so die gezielte Vernichtung der Luftabwehrstellungen gelang. Um Ägypten zur Beendigung des Krieges zu zwingen, wurden auch strategische Ziele in Ägypten bekämpft. In einer ganzen Serie von Angriffen zwischen Januar und April 1970 wurden 118 derartige Einsätze geflogen. Ihre Ziele waren Radarstationen, Raketenbatterien und Armeestützpunkte im gesamten ägyptischen Gebiet.
Nachdem Ägypten diesen Angriffen nichts mehr entgegenzusetzen hatte, intervenierte die Sowjetunion mit eigenen Flugzeugen und Piloten. Am 30. Juli 1970 kam es zu massiven Luftkämpfen zwischen der IAF und sowjetischen Piloten, deren Ausgang aber ausgeglichen war.
Insgesamt wurden während des Konflikts etwa 98 gegnerische Flugzeuge abgeschossen. Die IAF verlor nach eigenen Angaben nur elf Maschinen.

#### 1973: Der Jom-Kippur-Krieg

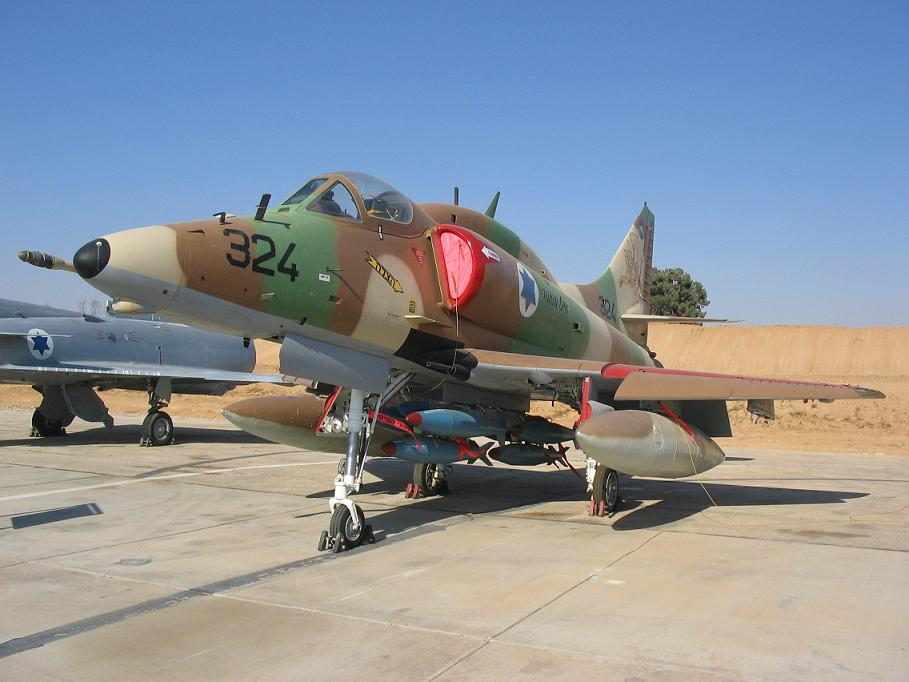
Eine Douglas A-4N Skyhawk der „Flying Tiger Squadron“ auf Chazerim

Der Jom-Kippur-Krieg begann am 6. Oktober 1973 mit einem Überraschungsangriff Ägyptens und Syriens auf den Sinai und die Golanhöhen. In der ersten Phase des Krieges hatte die IAF den Auftrag, den israelischen Luftraum zu sichern und die vorrückenden Bodentruppen der Angreifer zu stoppen.
Im Kriegsverlauf gelang es keinem einzigen feindlichen Flugzeug, in den israelischen Luftraum einzudringen. Allerdings musste die IAF dafür einen hohen Preis bezahlen, denn an einem einzigen Tag, dem 7. Oktober, verlor sie sechs Flugzeuge über der syrischen Front. Im Gegensatz dazu gelang es israelischen Piloten, in Ägypten 32 Raketenbatterien zu zerstören und weitere elf schwer zu beschädigen.
Als die israelischen Verteidigungskräfte zum Gegenschlag ansetzten, wurde die IAF sowohl an der ägyptischen als auch an der syrischen Front eingesetzt und es gelang ihr, etliche Flugzeuge am Boden zu zerstören. So konnten die feindlichen Luftoperationen fast gänzlich unterbunden werden.
Am 9. Oktober wurde als Vergeltung für den Abschuss von Boden-Boden-Raketen auf zivile israelische Ziele das syrische Oberkommando mitten in Damaskus bombardiert. Außerdem zerstörte die IAF die Brücken über den Suezkanal.
Zum ersten Mal spielten auch Hubschrauber eine zentrale Rolle in den Kampfhandlungen. Sie wurden beispielsweise genutzt, um verwundete Piloten aus feindlich kontrolliertem Gebiet zu retten. Außerdem wurden Eliteeinheiten hinter den feindlichen Linien abgesetzt und schwere Artillerie an die Front transportiert.
Insgesamt wurden im Laufe des Krieges etwa 300 ägyptische und über 150 syrische Jets abgeschossen. Die Verluste auf der eigenen Seite betrugen nach israelischen Angaben nur rund 100 IAF-Jets und etwa 60 gefangene oder getötete Besatzungen.

#### 1982: Der erste Libanonkrieg
Da die PLO nach ihrer Festsetzung im südlichen Libanon immer wieder Angriffe auf Israel unternahm, begann Israel am 6. Juni 1982 den ersten Libanonkrieg (zweiter siehe Libanonkrieg 2006).
Die PLO antwortete mit schwerem Artillerie- und Raketenbeschuss nördlicher israelischer Siedlungen.
Am 6. Juni wurde die Operation Frieden für Galiäa gestartet, in deren Rahmen es israelischen Verteidigungsstreitkräften gelang, innerhalb kürzester Zeit bis Beirut vorzurücken.
Bei dem Vormarsch wurden massiv Hubschrauber eingesetzt, vor allem Kampfhubschrauber vom Typ AH-1 Cobra. Außerdem unterstützte die IAF mit ihren Jagdbombern die Bodentruppen der israelischen Streitkräfte und zerstörte Artilleriestellungen, Aufklärungsposten und gepanzerte Fahrzeuge des Feindes.
Am 9. Juni wurden 19 syrische Flugabwehrraketenstellungen angegriffen und konnten fast alle zerstört werden.
In heftigen Luftkämpfen gegen syrische Kampfjets gelang es, 29 feindliche Flugzeuge – hauptsächlich MiG-23 – abzuschießen (nach israelischen Angaben). Insgesamt wurden etwa 100 feindliche Flugzeuge zerstört, ohne dabei selbst Verluste zu erleiden. Auch diese israelische Darstellung wird von Chronisten kritisch gesehen.

#### Ab 2023: Krieg in Israel, Gaza und Libanon
Israelische Luftstreitkräfte beginnen nach dem Terrorangriff der Hamas auf Israel 2023 und den damit ausgebrochenen Krieg in Israel und Gaza seit 2023 den Gazastreifen (Militäroperation „Eiserne Schwerter“) und den Libanon zu bombardieren. Das Amt der Vereinten Nationen für die Koordinierung humanitärer Angelegenheiten gab unter Berufung auf das Gesundheitsministerium des Gazastreifens im Juli 2024 an, dass bis dato im Kriegsverlauf mehr als 40.000 Palästinenser getötet und über 90.000 Weitere im Gazastreifen verletzt wurden. Durch Bombardierungen des Libanon am 23. September 2024 (Operation Pfeile des Nordens) werden nach libanesischen Angaben mehr als 550 Menschen getötet und mehr als 1.800 Menschen verletzt.

### Andere Einsätze

#### 1969: Erbeutung des P-12-Radarsystems
Eine der erfolgreichsten Operationen der IAF war die Erbeutung eines neuen sowjetischen Radarsystems aus Ägypten.
Das P-12-Radarsystem war das modernste, das die Ägypter im Abnutzungskrieg (1968–1970) gegen die Israelis von den Sowjets geliefert bekamen und einsetzten. Das System wurde auf einem Aufklärungsfoto aus einer Höhe von 10.000 m identifiziert, und am 26. Dezember 1969 wurden drei Hubschrauber mit Fallschirmjägern sowie zwei Transporthubschrauber zur Erbeutung des Radarsystems über den Suezkanal geschickt. Gleichzeitig flog die IAF einen Ablenkungsangriff auf ägyptische Stellungen.
Die Soldaten wurden sechs Kilometer von ihrem Ziel abgesetzt. Sie erreichten ihr Ziel um 1:30 Uhr morgens, sicherten die Radaranlage und bereiteten sie für den Transport in den Hubschraubern vor.
Die Transporthelikopter verließen um 2:30 Uhr ihre Basis in Israel und erreichten um 3:00 Uhr die Radarstellung. Dann wurde begonnen, die Radaranlage in die Luft zu heben. Da die Hubschrauber für einen Transport von 2,9 Tonnen ausgelegt waren, die Radaranlage jedoch 4,3 Tonnen wog, fiel beim Start das primäre Hydrauliksystem des Haupttransporters aus.
Der Pilot des Helikopters ignorierte aber die Notfallwarnung, die ihn zum sofortigen Landen aufforderte, und führte die Mission zum Abschluss. Er flog den gesamten Weg in extrem niedriger Höhe, sein Flugoffizier bediente die Triebwerke bis zur endgültigen Landung manuell. Der Hubschrauber überquerte den Suezkanal mit Hilfe seines Reservesystems, und schließlich gelang ihm die sichere Landung mit der erbeuteten Radaranlage auf israelischem Boden.

#### 1969: Überschallknall über Nassers Haus
Um dem ägyptischen Staatschef Gamal Abdel Nasser im Abnutzungskrieg seine Verwundbarkeit vor Augen zu führen, drangen drei israelische F-4E „Kurnass“-Jagdbomber (Phantom II) am 16. September 1969 unbehelligt durch feindlichen Luftraum bis nach Kairo vor und durchbrachen um 6:00 Uhr morgens bei Heliopolis über Nassers Haus im Tiefflug die Schallmauer. Dabei wurden die Scheiben des Hauses zerstört, um Nasser aufzuzeigen, dass die IAF jederzeit überall über Ägypten ungehindert Ziele angreifen kann. Nasser befahl daraufhin die Entlassung der ägyptischen Luftwaffenkommandeure.

#### 1981: Angriff auf die irakische Atomanlage Osirak

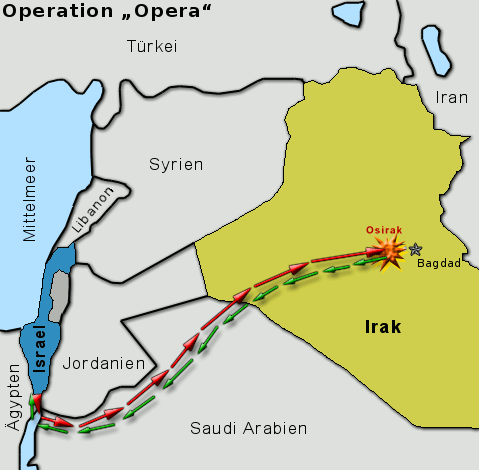
Angriffsweg der Operation

Am 7. Juni 1981 gegen 17:30 Uhr bombardierten israelische Jagdbomber F-16 „Fighting Falcon“ während der Operation Opera die irakische Atomanlage Osirak in der Nähe von Bagdad, etwa 1000 Kilometer von Israel entfernt.
Die Jets wurden von einer Gruppe F-15 „Eagle“ begleitet und flogen unentdeckt durch jordanischen, saudi-arabischen und irakischen Luftraum. Der Reaktor wurde von der israelischen Regierung als schwerste Bedrohung angesehen, da der damalige irakische Diktator Saddam Hussein kurz davor war, Atomwaffen herzustellen, und das sogar öffentlich verkündete.
Die Konstruktionsweise des Reaktors in Form einer Betonpyramide erschwerte einen Luftangriff erheblich. Der Angriff erfolgte aus dem Tiefflug mit einem Bombenwurf im Steigflug („Toss Bombing“ – Schleuderwurf). Dabei wurden die Bomben in einer nach oben weisenden parabelähnlichen Flugbahn abgeworfen, um die Betonplatten im richtigen Winkel zu durchschlagen. Trotz dieser erschwerenden Bedingungen gelang die Operation und es gab bei diesem Angriff keine Verluste auf israelischer Seite.

#### 1987–2005: Intifada und al-Aqsa-Intifada
Seit dem Beginn der Ersten Intifada 1987 wird die IAF häufig zu Vergeltungsaktionen für Terroranschläge eingesetzt. Hierbei spielen die Hubschrauber eine zentrale Rolle. Von der Weltöffentlichkeit werden die zahlreichen zivilen Opfer dieser Angriffe heftig kritisiert.

#### 2007: Operation Orchard

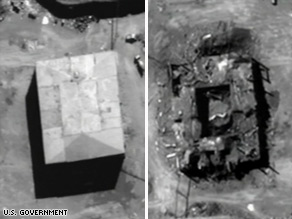
Zerstörtes Bauwerk in der Nähe des Euphrat in Syrien

Am 6. September 2007 flog die israelische Luftwaffe einen Angriff auf ein Bauwerk in Syrien („Operation Orchard“).
Die IAEO veröffentlichte am 24. Mai 2011, dass es sich bei den zerstörten Anlagen „sehr wahrscheinlich“ um einen Kernreaktor handelte. Möglicherweise wollte oder will Syrien spaltbares Material für den Bau einer Atombombe herstellen und damit zur Atommacht werden. Am 21. März 2018 bestätigte die israelische Luftwaffe den Angriff durchgeführt zu haben.

#### 2018: Erste Kommandeurin
Am 7. August 2018 wurde eine Luftwaffenpilotin, die von offizieller Stelle aus Sicherheitsgründen nur als „Major G.“ bezeichnet wurde, erste Staffel-Kommandeurin der Luftstreitkräfte. Sie wird das 122. Geschwader, auch Nachschon-Geschwader genannt, leiten, das hauptsächlich für Luftaufklärung und Frühwarnung zuständig ist.

#### Juni 2025: Luftangriffe auf den Iran
Am 13. Juni 2025 griffen über 200 Flugzeuge der Israelischen Luftstreitkräfte unter anderem die Atomanlage Natanz an und töteten in Teheran einige der höchstrangigen Kommandeure der Iranischen Streitkräfte.

## Ehemalige Luftfahrzeuge

Abzeichen der IAF

Eine Auswahl von ehemaligen Luftfahrzeugen der israelischen Luftstreitkräfte:
- Avia S-199 (1947 bis ca. 1955)
- Boeing 377 (1963 bis 1977)
- Bristol Beaufighter (1948 bis 1949)[24]
- Curtiss C-46 Commando (1948 bis 1971)
- Dassault Mirage III (April 1962 bis 1982)
- Dassault Mystère IV (1956 bis 1971)
- Dassault Ouragan (1953 bis 1971)
- Dassault Super Mystère (1958 bis 1976)
- Dornier Do 27 (1964 bis 1994)
- Dornier Do 28 (1971 bis 2001)
- Douglas DC-3 (1948 bis 2000)
- Douglas DC-4 (1948 bis 1949)
- Douglas DC-5 (1948 bis 1955)
- Fouga Magister (1960 bis 2010)
- General Dynamics F-16A/B (Juli 1980 bis Dezember 2016)
- IAI Arava (1973 bis 2004)
- IAI Kfir (April 1975 bis 1995)
- IAI Nescher (Mai 1971 bis 1981)
- McDonnell F-4 Phantom II (September 1969 bis Mai 2004)
- Nord Noratlas (Mai 1960 bis 1976)
- Piaggio P.149 (1968 bis 1972)
- Sud-Ouest SO-4050 Vautour (1958 bis 1971)

## Liste der Kommandeure

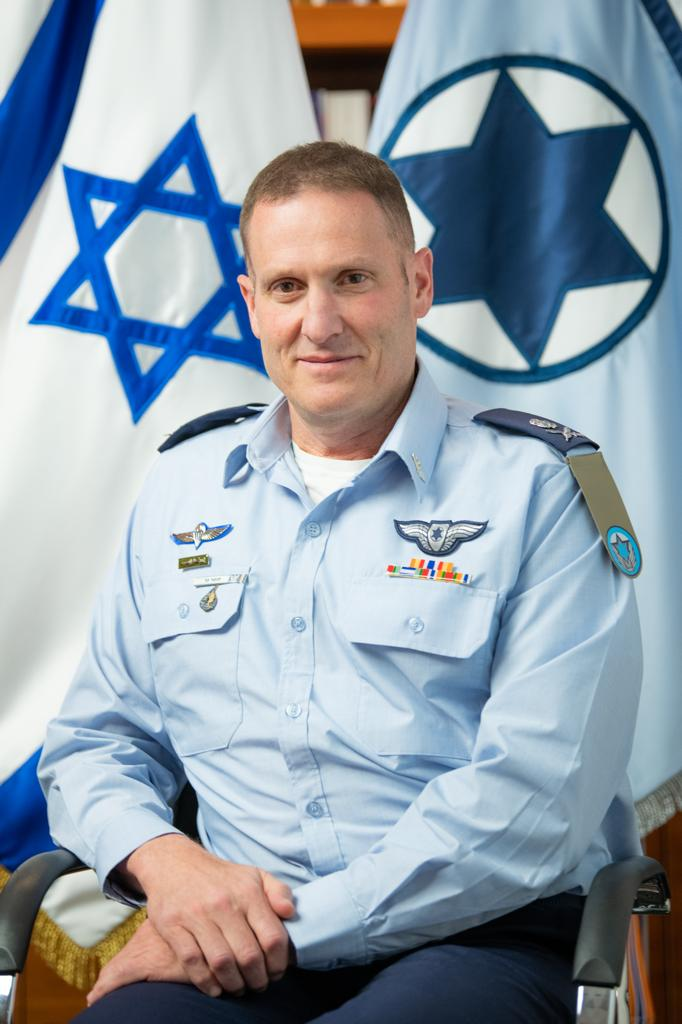
Generalmajor (Aluf) Tomer Bar, Oberbefehlshaber der israelischen Luftwaffe

| Name              | Amtszeit                       | Besonderheiten                                                                                             |
| ----------------- | ------------------------------ | --- |
| Israel Amir       | Mai – Juli 1948                | war kein Pilot                                                                                             |
| Aharon Remez      | Juli 1948 – Dezember 1950      | – |
| Schlomo Schamir   | Dezember 1950 – August 1951    | war auch Kommandeur der israelischen Marine und des Zentralkommandos                                       |
| Chaim Laskow      | August 1951 – Mai 1953         | kam nicht von den Luftstreitkräften und wurde später der 5. Generalstabschef der Israelischen Streitkräfte |
| Dan Tolkowsky     | Mai 1953 – Juli 1958           | – |
| Ezer Weizmann     | Juli 1958 – April 1966         | wurde später der 7. Präsident Israels                                                                      |
| Mordechai Hod     | April 1966 – Mai 1973          | – |
| Benjamin Peled    | Mai 1973 – Oktober 1977        | – |
| David Ivry        | Oktober 1977 – Dezember 1982   | – |
| Amos Lapidot      | Dezember 1982 – September 1987 | – |
| Avihu Ben-Nun     | September 1987 – Januar 1992   | – |
| Herzl Bodinger    | Januar 1992 – Juli 1996        | – |
| Eitan Ben Elijahu | Juli 1996 – April 2000         | – |
| Dan Chalutz       | April 2000 – April 2004        | wurde später 18. Generalstabschef der Israelischen Streitkräfte                                            |
| Eljezer Schkedi   | April 2004 – Mai 2008          | – |
| Ido Nehuschtan    | Mai 2008 – Mai 2012            | – |
| Amir Eschel       | Mai 2012 – August 2017         | – |
| Amikam Norkin     | August 2017 – April 2022       | – |
| Tomer Bar         | April 2022 –                   | – |